# Don't Start Now
"Don't Start Now" là một bài hát của nghệ sĩ thu âm người Anh quốc Dua Lipa nằm trong album phòng thu thứ hai của cô, Future Nostalgia (2020). Nó được phát hành vào ngày 31 tháng 10 năm 2019 như là đĩa đơn đầu tiên trích từ album bởi Warner Records. Bài hát được đồng viết lời bởi Lipa, Caroline Ailin, Emily Warren với nhà sản xuất nó Ian Kirkpatrick, đội ngũ từng thực hiện đĩa đơn năm 2017 của nữ ca sĩ "New Rules". "Don't Start Now" là một bản nu-disco với bassline mang phong cách của funk, được lấy cảm hứng từ âm nhạc của Bee Gees, Daft Punk và Two Door Cinema Club. Ngoài ra, một số hiệu ứng âm thanh cũng được sử dụng trong quá trình sản xuất như tiếng vỗ tay, âm thanh đám đông, chuông bò, tiếng nổ synth và chuỗi âm nhấn. Về mặt ca từ, Lipa ca ngợi sự độc lập của bản thân và hướng dẫn người yêu cũ cách để quên đi mối quan hệ trong quá khứ của họ, được nhiều chuyên gia nhìn nhận như là phần tiếp theo của "New Rules".
Sau khi phát hành, "Don't Start Now" nhận được những phản ứng tích cực từ các nhà phê bình âm nhạc, trong đó họ đánh giá cao sự tiến bộ vượt bậc trong âm nhạc lẫn giọng hát của Lipa, đồng thời ca ngợi việc kết hợp disco và âm nhạc thập niên 1980 giúp nó trở nên nổi bật so với những bản nhạc pop khác vào thời điểm đó. Ngoài ra, bài hát còn gặt hái nhiều giải thưởng và đề cử tại những lễ trao giải lớn, bao gồm ba đề cử giải Grammy cho Thu âm của năm, Bài hát của năm và Trình diễn đơn ca pop xuất sắc nhất tại lễ trao giải thường niên lần thứ 63. "Don't Start Now" cũng tiếp nhận những thành công lớn về mặt thương mại, đạt vị trí thứ hai trên UK Singles Chart và Billboard Hot 100, vượt qua "New Rules" để trở thành đĩa đơn xếp hạng cao nhất của cô trong bảng xếp hạng thứ hai. Ở Vương quốc Anh, nó đứng thứ sáu trong danh sách đĩa đơn trụ vững top 10 lâu nhất trong lịch sử và phá kỷ lục nhiều tuần trong top 10 nhất mà không đạt vị trí quán quân.
"Don't Start Now" được coi là bước khởi đầu cho sự hồi sinh của dòng nhạc disco trong năm 2020 giữa bối cảnh dòng nhạc downtempo, mang phong cách đô thị đã thống trị dòng nhạc đại chúng trước đây. Video ca nhạc cho bài hát được đạo diễn bởi Nabil Elderkin và ghi hình ở Brooklyn, trong đó bao gồm những cảnh Lipa nhảy múa trong một hộp đêm đông đúc với những người xung quanh được hóa trang. Để quảng bá nó, Lipa đã trình diễn "Don't Start Now" trên nhiều chương trình và giải thưởng truyền trình, bao gồm giải Âm nhạc châu Âu của MTV năm 2019, giải thưởng Âm nhạc Mỹ năm 2019 và giải Âm nhạc châu Á Mnet năm 2019. Nhiều bản phối lại đã được thực hiện bài hát, bao gồm phiên bản mở rộng "Live in L.A. Remix" với sự góp mặt của ban nhạc sống gồm 19 thành viên, bên cạnh một video âm nhạc đi kèm do Daniel Carberry đạo diễn. Ngoài ra, nó cũng được hát lại và sử dụng làm nhạc mẫu bởi nhiều nghệ sĩ, như Hayley Williams, Echosmith, Illy và Ingrid Andress.

## Danh sách bài hát
| Tải kĩ thuật số / streaming | Tải kĩ thuật số / streaming | Tải kĩ thuật số / streaming |
| STT                         | Nhan đề                     | Thời lượng                  |
| --------------------------- | --------------------------- | --------------------------- |
| 1.                          | "Don't Start Now"           | 3:03                        |

| Tải kĩ thuật số / streaming – Dom Dolla Remix | Tải kĩ thuật số / streaming – Dom Dolla Remix | Tải kĩ thuật số / streaming – Dom Dolla Remix |
| STT                                           | Nhan đề                                       | Thời lượng                                    |
| --------------------------------------------- | --------------------------------------------- | --------------------------------------------- |
| 1.                                            | "Don't Start Now" (Dom Dolla Remix)           | 3:31                                          |

| Tải kĩ thuật số / streaming – Dom Dolla Extended Remix | Tải kĩ thuật số / streaming – Dom Dolla Extended Remix | Tải kĩ thuật số / streaming – Dom Dolla Extended Remix |
| STT                                                    | Nhan đề                                                | Thời lượng                                             |
| ------------------------------------------------------ | ------------------------------------------------------ | ------------------------------------------------------ |
| 1.                                                     | "Don't Start Now" (Dom Dolla Remix) (mở rộng)          | 4:59                                                   |

| Tải kĩ thuật số / streaming – Purple Disco Machine Remix | Tải kĩ thuật số / streaming – Purple Disco Machine Remix | Tải kĩ thuật số / streaming – Purple Disco Machine Remix |
| STT                                                      | Nhan đề                                                  | Thời lượng                                               |
| -------------------------------------------------------- | -------------------------------------------------------- | -------------------------------------------------------- |
| 1.                                                       | "Don't Start Now" (Purple Disco Machine Remix)           | 3:37                                                     |

| Tải kĩ thuật số / streaming – Purple Disco Machine Extended Remix | Tải kĩ thuật số / streaming – Purple Disco Machine Extended Remix | Tải kĩ thuật số / streaming – Purple Disco Machine Extended Remix |
| STT                                                               | Nhan đề                                                           | Thời lượng                                                        |
| ----------------------------------------------------------------- | ----------------------------------------------------------------- | ----------------------------------------------------------------- |
| 1.                                                                | "Don't Start Now" (Purple Disco Machine Remix) (mở rộng)          | 6:06                                                              |

| Tải kĩ thuật số / streaming – Zach Witness Remix (bản Malibu Mermaids) | Tải kĩ thuật số / streaming – Zach Witness Remix (bản Malibu Mermaids) | Tải kĩ thuật số / streaming – Zach Witness Remix (bản Malibu Mermaids) |
| STT                                                                    | Nhan đề                                                                | Thời lượng                                                             |
| ---------------------------------------------------------------------- | ---------------------------------------------------------------------- | ---------------------------------------------------------------------- |
| 1.                                                                     | "Don't Start Now" (Zach Witness Remix) (bản Malibu Mermaids)           | 4:52                                                                   |

| Tải kĩ thuật số / streaming – Zach Witness Remixes | Tải kĩ thuật số / streaming – Zach Witness Remixes             | Tải kĩ thuật số / streaming – Zach Witness Remixes |
| STT                                                | Nhan đề                                                        | Thời lượng                                         |
| -------------------------------------------------- | -------------------------------------------------------------- | -------------------------------------------------- |
| 1.                                                 | "Don't Start Now" (Zach Witness Remix) (bản Midnight Monsters) | 5:24                                               |
| 2.                                                 | "Don't Start Now" (Zach Witness Remix) (bản Malibu Mermaids)   | 4:52                                               |

| Tải kĩ thuật số / streaming – Kungs Remix | Tải kĩ thuật số / streaming – Kungs Remix | Tải kĩ thuật số / streaming – Kungs Remix |
| STT                                       | Nhan đề                                   | Thời lượng                                |
| ----------------------------------------- | ----------------------------------------- | ----------------------------------------- |
| 1.                                        | "Don't Start Now" (Kungs Remix)           | 3:36                                      |

| EP nhạc số – Remixes | EP nhạc số – Remixes                                         | EP nhạc số – Remixes |
| STT                  | Nhan đề                                                      | Thời lượng           |
| -------------------- | ------------------------------------------------------------ | -------------------- |
| 1.                   | "Don't Start Now" (Dom Dolla Remix)                          | 3:30                 |
| 2.                   | "Don't Start Now" (Purple Disco Machine Remix)               | 3:36                 |
| 3.                   | "Don't Start Now" (Zach Witness Remix) (bản Malibu Mermaids) | 4:52                 |
| 4.                   | "Don't Start Now" (Kungs Remix)                              | 3:36                 |
| 5.                   | "Don't Start Now" (Pink Panda Remix)                         | 2:05                 |
| 6.                   | "Don't Start Now"                                            | 3:03                 |

| EP nhạc số – Remixes – bản Beatport | EP nhạc số – Remixes – bản Beatport                            | EP nhạc số – Remixes – bản Beatport |
| STT                                 | Nhan đề                                                        | Thời lượng                          |
| ----------------------------------- | -------------------------------------------------------------- | ----------------------------------- |
| 1.                                  | "Don't Start Now" (Dom Dolla Remix) (mở rộng)                  | 4:59                                |
| 2.                                  | "Don't Start Now" (Purple Disco Machine Remix) (mở rộng)       | 6:06                                |
| 3.                                  | "Don't Start Now" (Zach Witness Remix) (bản Midnight Monsters) | 5:24                                |
| 4.                                  | "Don't Start Now" (Kungs Remix) (mở rộng)                      | 4:59                                |
| 5.                                  | "Don't Start Now" (Pink Panda Remix) (mở rộng)                 | 3:31                                |
| 6.                                  | "Don't Start Now"                                              | 3:03                                |

| Tải kĩ thuật số / streaming – Regard Remix | Tải kĩ thuật số / streaming – Regard Remix | Tải kĩ thuật số / streaming – Regard Remix |
| STT                                        | Nhan đề                                    | Thời lượng                                 |
| ------------------------------------------ | ------------------------------------------ | ------------------------------------------ |
| 1.                                         | "Don't Start Now" (Regard Remix)           | 3:08                                       |

| Tải kĩ thuật số / streaming – Live in LA Remix | Tải kĩ thuật số / streaming – Live in LA Remix | Tải kĩ thuật số / streaming – Live in LA Remix |
| STT                                            | Nhan đề                                        | Thời lượng                                     |
| ---------------------------------------------- | ---------------------------------------------- | ---------------------------------------------- |
| 1.                                             | "Don't Start Now" (Live in LA Remix)           | 5:40                                           |

| Tải kĩ thuật số / streaming – Kaytranada Remix | Tải kĩ thuật số / streaming – Kaytranada Remix | Tải kĩ thuật số / streaming – Kaytranada Remix |
| STT                                            | Nhan đề                                        | Thời lượng                                     |
| ---------------------------------------------- | ---------------------------------------------- | ---------------------------------------------- |
| 1.                                             | "Don't Start Now" (Kaytranada Remix)           | 4:27                                           |

| Tải kĩ thuật số / streaming – Yaeji Remix | Tải kĩ thuật số / streaming – Yaeji Remix | Tải kĩ thuật số / streaming – Yaeji Remix |
| STT                                       | Nhan đề                                   | Thời lượng                                |
| ----------------------------------------- | ----------------------------------------- | ----------------------------------------- |
| 1.                                        | "Don't Start Now" (Yaeji Remix)           | 4:17                                      |

## Thành phần thực hiện
Thành phần thực hiện được trích từ Tidal và trên ghi chú của Future Nostalgia.
- Dua Lipa –  giọng hát
- Ian Kirkpatrick –  sản xuất, kỹ sư, lập trình, sản xuất giọng hát
- Caroline Ailin –  sản xuất giọng hát
- Josh Gudwin –  phối khí
- Elijah Marrett-Hitch –  hỗ trợ phối khí
- Drew Jurecka –  dương cầm bass, lập trình đàn dây, kỹ sư thu âm đàn dây, đàn antô, dương cầm
- Chris Gehringer –  master[chú thích 1]
- Will Quinnell –  hỗ trợ master

## Xếp hạng
| Bảng xếp hạng (2019–2021)                 | Vị trí cao nhất |
| ----------------------------------------- | --------------- |
| Argentina (Argentina Hot 100)             | 12              |
| Úc (ARIA)                                 | 2               |
| Áo (Ö3 Austria Top 40)                    | 6               |
| Bỉ (Ultratop 50 Flanders)                 | 2               |
| Bỉ (Ultratop 50 Wallonia)                 | 3               |
| Billboard Global 200                      | 34              |
| Bolivia (Monitor Latino)                  | 4               |
| Brazil (UBC)                              | 1               |
| Bulgaria (PROPHON)                        | 3               |
| Canada (Canadian Hot 100)                 | 3               |
| Canada AC (Billboard)                     | 1               |
| Canada CHR/Top 40 (Billboard)             | 1               |
| Canada Hot AC (Billboard)                 | 2               |
| CIS (Tophit)                              | 7               |
| Chile (Monitor Latino)                    | 4               |
| Colombia (National-Report)                | 19              |
| Costa Rica (Monitor Latino)               | 15              |
| Croatia (HRT)                             | 1               |
| Cộng hòa Séc (Rádio Top 100)              | 2               |
| Cộng hòa Séc (Singles Digitál Top 100)    | 4               |
| Đan Mạch (Tracklisten)                    | 4               |
| Cộng hòa Dominica (SODINPRO)              | 12              |
| Ecuador (National-Report)                 | 1               |
| El Salvador (Monitor Latino)              | 4               |
| Estonia (Eesti Tipp-40)                   | 4               |
| Châu Âu Digital Song Sales (Billboard)    | 2               |
| Phần Lan (Suomen virallinen lista)        | 13              |
| Pháp (SNEP)                               | 12              |
| Đức (GfK)                                 | 10              |
| Hy Lạp (IFPI)                             | 3               |
| Hungary (Rádiós Top 40)                   | 1               |
| Hungary (Single Top 40)                   | 2               |
| Hungary (Stream Top 40)                   | 2               |
| Iceland (Plötutíðindi)                    | 2               |
| Ireland (IRMA)                            | 1               |
| Israel (Media Forest)                     | 1               |
| Ý (FIMI)                                  | 11              |
| Nhật Bản (Japan Hot 100)                  | 79              |
| Latvia (LAIPA)                            | 4               |
| Lebanon (OLT20)                           | 7               |
| Lithuania (AGATA)                         | 2               |
| Malaysia (RIM)                            | 5               |
| Mexico Phát thanh (Billboard)             | 2               |
| Hà Lan (Dutch Top 40)                     | 2               |
| Hà Lan (Single Top 100)                   | 5               |
| New Zealand (Recorded Music NZ)           | 3               |
| Na Uy (VG-lista)                          | 5               |
| Panama (Monitor Latino)                   | 12              |
| Paraguay (Monitor Latino)                 | 7               |
| Peru (Monitor Latino)                     | 6               |
| Ba Lan (Polish Airplay Top 100)           | 4               |
| Bồ Đào Nha (AFP)                          | 3               |
| Rumani (Airplay 100)                      | 8               |
| Nga Airplay (Tophit)                      | 7               |
| Scotland (OCC)                            | 2               |
| Serbia (Radiomonitor)                     | 1               |
| Singapore (RIAS)                          | 1               |
| Slovakia (Rádio Top 100)                  | 3               |
| Slovakia (Singles Digitál Top 100)        | 3               |
| Slovenia (SloTop50)                       | 1               |
| Hàn Quốc (Gaon)                           | 18              |
| Tây Ban Nha (PROMUSICAE)                  | 12              |
| Thụy Điển (Sverigetopplistan)             | 12              |
| Thụy Sĩ (Schweizer Hitparade)             | 7               |
| Anh Quốc (OCC)                            | 2               |
| Ukraina Airplay (Tophit)                  | 19              |
| Uruguay (Monitor Latino)                  | 7               |
| Hoa Kỳ Billboard Hot 100                  | 2               |
| Hoa Kỳ Adult Contemporary (Billboard)     | 5               |
| Hoa Kỳ Adult Pop Airplay (Billboard)      | 1               |
| Hoa Kỳ Dance/Mix Show Airplay (Billboard) | 1               |
| Hoa Kỳ Dance Club Songs (Billboard)       | 1               |
| Hoa Kỳ Pop Airplay (Billboard)            | 1               |
| Hoa Kỳ Rhythmic (Billboard)               | 31              |
| Hoa Kỳ Rolling Stone Top 100              | 3               |

| Bảng xếp hạng (2019)                  | Vị trí |
| ------------------------------------- | ------ |
| CIS (Tophit)                          | 184    |
| Hungary (Single Top 40)               | 77     |
| Netherlands (Dutch Top 40)            | 68     |
| Portugal (AFP)                        | 297    |
| Russia Airplay (Tophit)               | 168    |
| Bảng xếp hạng (2020)                  | Vị trí |
| Argentina Airplay (Monitor Latino)    | 10     |
| Australia (ARIA)                      | 3      |
| Austria (Ö3 Austria Top 40)           | 17     |
| Belgium (Ultratop Flanders)           | 7      |
| Belgium (Ultratop Wallonia)           | 11     |
| Bolivia (Monitor Latino)              | 9      |
| Canada (Canadian Hot 100)             | 3      |
| Chile (Monitor Latino)                | 5      |
| CIS (Tophit)                          | 95     |
| Colombia (Monitor Latino)             | 66     |
| Costa Rica (Monitor Latino)           | 27     |
| Denmark (Tracklisten)                 | 15     |
| Ecuador (National-Report)             | 43     |
| El Salvador (Monitor Latino)          | 9      |
| France (SNEP)                         | 36     |
| Germany (Official German Charts)      | 19     |
| Honduras (Monitor Latino)             | 26     |
| Hungary (Rádiós Top 40)               | 2      |
| Hungary (Single Top 40)               | 17     |
| Iceland (Plötutíðindi)                | 7      |
| Ireland (IRMA)                        | 6      |
| Italy (FIMI)                          | 41     |
| Japan Hot Overseas (Billboard)        | 14     |
| Nicaragua (Monitor Latino)            | 76     |
| Netherlands (Dutch Top 40)            | 13     |
| Netherlands (Single Top 100)          | 12     |
| Mexico (Monitor Latino)               | 5      |
| New Zealand (Recorded Music NZ)       | 4      |
| Norway (VG-lista)                     | 16     |
| Paraguay (Monitor Latino)             | 25     |
| Peru (Monitor Latino)                 | 29     |
| Poland (ZPAV)                         | 52     |
| Puerto Rico (Monitor Latino)          | 35     |
| Romania (Airplay 100)                 | 73     |
| Russia Airplay (Tophit)               | 106    |
| Slovenia (SloTop50)                   | 7      |
| South Korea (Gaon)                    | 33     |
| Spain (PROMUSICAE)                    | 38     |
| Sweden (Sverigetopplistan)            | 22     |
| Switzerland (Schweizer Hitparade)     | 15     |
| UK Singles (OCC)                      | 6      |
| Uruguay (Monitor Latino)              | 8      |
| US Billboard Hot 100                  | 4      |
| US Adult Contemporary (Billboard)     | 9      |
| US Adult Top 40 (Billboard)           | 3      |
| US Dance/Mix Show Airplay (Billboard) | 1      |
| US Mainstream Top 40 (Billboard)      | 4      |
| Venezuela (Monitor Latino)            | 2      |

## Chứng nhận
| Quốc gia                                                    | Chứng nhận   | Số đơn vị/doanh số chứng nhận |
| ----------------------------------------------------------- | ------------ | ----------------------------- |
| Úc (ARIA)                                                   | 4× Bạch kim  | 280.000‡                      |
| Áo (IFPI Áo)                                                | Bạch kim     | 30.000‡                       |
| Bỉ (BEA)                                                    | 2× Bạch kim  | 80.000‡                       |
| Brasil (Pro-Música Brasil)                                  | 3× Kim cương | 480.000‡                      |
| Canada (Music Canada)                                       | 5× Bạch kim  | 400.000‡                      |
| Đan Mạch (IFPI Đan Mạch)                                    | Bạch kim     | 90.000‡                       |
| Pháp (SNEP)                                                 | Bạch kim     | 200.000‡                      |
| Đức (BVMI)                                                  | Bạch kim     | 300.000‡                      |
| Ý (FIMI)                                                    | 2× Bạch kim  | 140.000‡                      |
| New Zealand (RMNZ)                                          | 3× Bạch kim  | 90.000‡                       |
| Na Uy (IFPI)                                                | 2× Bạch kim  | 120.000‡                      |
| Ba Lan (ZPAV)                                               | Kim cương    | 0‡                            |
| Bồ Đào Nha (AFP)                                            | 3× Bạch kim  | 30.000‡                       |
| Tây Ban Nha (PROMUSICAE)                                    | 3× Bạch kim  | 120.000‡                      |
| Anh Quốc (BPI)                                              | 2× Bạch kim  | 1.200.000‡                    |
| Hoa Kỳ (RIAA)                                               | 3× Bạch kim  | 3.000.000‡                    |
| ‡ Chứng nhận dựa theo doanh số tiêu thụ và phát trực tuyến. |              |                               |

## Lịch sử phát hành
| Khu vực        | Ngày              | Định dạng                 | Phiên bản                    | Hãng đĩa | Nguồn   |
| -------------- | ----------------- | ------------------------- | ---------------------------- | -------- | ------- |
| Nhiều          | 31 tháng 10, 2019 | Tải kĩ thuật số streaming | Bản gốc                      | Warner   | [ 1 ]   |
| Úc             | 1 tháng 11, 2019  | Contemporary hit radio    | Bản gốc                      | Warner   | [ 161 ] |
| Ý              | 1 tháng 11, 2019  | Contemporary hit radio    | Bản gốc                      | Warner   | [ 162 ] |
| Vương quốc Anh | 1 tháng 11, 2019  | Contemporary hit radio    | Bản gốc                      | Warner   | [ 163 ] |
| Hoa Kỳ         | 5 tháng 11, 2019  | Contemporary hit radio    | Bản gốc                      | Warner   | [ 164 ] |
| Nhiều          | 26 tháng 11, 2019 | Tải kĩ thuật số streaming | Dom Dolla Remixes            | Warner   | [ 2 ]   |
| Nhiều          | 6 tháng 12, 2019  | Tải kĩ thuật số streaming | Purple Disco Machine Remixes | Warner   | [ 4 ]   |
| Nhiều          | 6 tháng 12, 2019  | Tải kĩ thuật số streaming | Zach Witness Remixes         | Warner   | [ 6 ]   |
| Nhiều          | 18 tháng 12, 2019 | Tải kĩ thuật số streaming | Kungs Remix                  | Warner   | [ 8 ]   |
| Nhiều          | 10 tháng 1, 2020  | Tải kĩ thuật số streaming | Remix EP                     | Warner   | [ 9 ]   |
| Nhiều          | 24 tháng 1, 2020  | Tải kĩ thuật số streaming | Regard Remix                 | Warner   | [ 11 ]  |
| Nhiều          | 21 tháng 2, 2020  | Tải kĩ thuật số streaming | Live in LA Remix             | Warner   | [ 12 ]  |
| Nhiều          | 11 tháng 9, 2020  | Tải kĩ thuật số streaming | Kaytranada Remix             | Warner   | [ 13 ]  |
| Nhiều          | 11 tháng 9, 2020  | Tải kĩ thuật số streaming | Yaeji Remix                  | Warner   | [ 14 ]  |